# Rapsodias, op. 79 (Brahms)
Las Rapsodias, op. 79 son dos piezas para piano escritas por Johannes Brahms en 1879 durante una estancia veraniega en Pörtschach, cuando había alcanzado la madurez en su carrera. Están dedicadas a su amiga, la música y compositora Elisabeth von Herzogenberg. Siguiendo su recomendación, Brahms, que no estaba  muy de acuerdo, cambió el nombre de estas sofisticadas composiciones: en lugar de «Klavierstücke» (piezas para piano), «Rapsodias».
Ambas piezas están estructuradas a modo de sonata breve. 
- Rapsodia n.º 1: Agitato, en si menor. Esta primera pieza es la más amplia, compuesta por unas secciones exteriores rápidas en forma sonata que encierran una sección central lírica y lenta en si mayor que concluye en una coda final en esa misma tonalidad.
- Rapsodia n.º 2: Molto passionato, ma non troppo allegro, en sol menor. Esta es una parte más compacta, escrita en una forma más convencional de sonata.